# Bergljot Hobæk Haff
Bergljot Hobæk Haff (Botne, 1 mei 1925 – 12 februari 2016) was een Noors schrijfster. Ze schreef voornamelijk romans en neemt een geheel eigen plaats in binnen de Noorse literatuur van de twintigste eeuw.

## Biografie
Bergljot Hobæk groeide op in de toenmalige provincie Vestfold, als dochter van twee docenten. Haar middelbare school volgde ze in Sandefjord. Na haar eindexamen vertrok ze naar Oslo en volgde een opleiding tot leraar. In 1948 huwde ze Jørgen Haff, met wie ze in Kopenhagen ging wonen. Beiden werkten er in het onderwijs. Na haar schrijversdebuut in 1956 stopte ze een jaar later  in het onderwijs om zich volledig op het schrijven te concentreren. 
In 1959 keerde ze kort terug naar Noorwegen. Na een echtscheiding ging ze in 1964 terug naar Denemarken, dit keer naar Århus, waar ze hertrouwde. In 1972, nadat ook het tweede huwelijk in echtscheiding was geëindigd, keerde ze definitief terug naar Noorwegen en woonde de rest van haar leven in Oslo. Uit haar eerste huwelijk heeft ze een dochter. Ze overleed in 2016 op 90-jarige leeftijd. Op haar verzoek werd pas na haar begrafenis haar overlijden gemeld.

## Werk
Haff debuteerde in 1956 met de psychologische roman Raset (De lawine). 
Ze werd vooral gewaardeerd om haar historische romans. Daarbij vormen de boeken Heksen (uit 1974),  Renhetens pris uit 1992 en Sigbrids Bålferd een soort thematisch drieluik waarin de positie van de vrouw in de christelijke wereld van de 15e-16e eeuw centraal staat. Meerdere van haar boeken werden vertaald, waaronder een aantal in het Nederlands. 

## Schaamte
Haar bekendste boek is Skammen (Schaamte) uit 1996. De hoofdpersoon uit het boek, Idun Hov, zwerft door Europa tot dat ze wordt opgenomen in een psychiatrische kliniek. In de kliniek vertelt zij over haar problematische leven als dochter van een Noorse nazi. Het boek werd in het Nederlands vertaald door Kim Snoeijing en Lucy Pitersen. Het werd bewerkt voor toneel en in 1990 succesvol uitgevoerd in Nationaltheatret in Oslo. 

## Erkenning
De schrijfster heeft in Noorwegen een groot aantal literaire prijzen ontvangen. Bålet in 1962 en Skammen in 1996 werden door de gezamenlijke Noorse kritiek gekozen tot het beste boek van het jaar. In 1985 ontving ze de Doblougprijs. Ze werd twee keer genomineerd voor de literatuurprijs van de Noordse Raad, die in Scandinavië geldt als de belangrijkste literatuurprijs na de Nobelprijs.